# Partido da Propriedade, da Unidade e da Responsabilidade
O Partido da Propriedade, da Unidade e da Responsabilidade (ou Partido Our) é um partido político das Ilhas Salomão, criado em 16 de janeiro de 2010, e lançado oficialmente um mês depois pelo líder da oposição e ex-primeiro-ministro Manasseh Sogavare, e oito deputados da oposição. Esse partido não disputou as eleições gerais de 2010.
O partido declarou a sua intenção de "investir setecentos e oitenta milhões de dólares das Ilhas Salomão por um período de quatro anos na economia rural, a partir de nossas próprias fontes, para melhorar a participação de nosso povo no desenvolvimento econômico". Os governos provinciais seriam obrigados a participar ativamente no desenvolvimento rural.
Também prometeu considerar a possibilidade de restaurar a propriedade consuetudinária de terras alienadas para fins públicos durante a era colonial, especialmente em Honiara. A esse respeito, o partido disse que seria guiado pela política de propriedade da terra habitual implementada em Vanuatu.
Durante o lançamento oficial do partido em meados de fevereiro de 2010, em Gizo, Sogavare acrescentou que, apesar dos "milhões de dólares em toras" exportados da província Ocidental, os proprietários de terras receberam pouco em termos de receita ou melhorias dos serviços governamentais.
Ele depois prometeu abordar as preocupações dos cidadãos sobre "os efeitos colaterais da crise de Bougainville" na fronteira marítima com Papua-Nova Guiné, e salientou que a unidade nacional era "um dos principais pilares" do Partido OUR.
Mais tarde, no contexto da campanha para as eleições gerais em 2010, ele afirmou:
O Partido OUR foi criado dentro dos princípios cristãos. Está empenhado em restabelecer o estado deste país para o povo das Ilhas Salomão, tanto natural como naturalizado. Também estamos comprometidos com a conduta da unidade nacional. Acreditamos que só podemos progredir no desenvolvimento do nosso país se estivermos unidos e nos vermos como irmãos e irmãs. Estamos também comprometidos em incentivar a liderança responsável de todos os teores, incluindo a liderança pessoal. Estamos também empenhados em capacitar nosso povo através de uma estratégia de desenvolvimento que é centrada nas pessoas, focada nas zonas rurais e orientada para o crescimento".
Ao falar em nome do partido, ele também criticou a Comissão da Verdade e da Reconciliação do país, descrevendo-a como cara, excessivamente acadêmica e guiada por "conceitos estrangeiros", em oposição a meios nativos mais eficazes de resolver conflitos e suas consequências.
O secretário-geral do partido, Patterson Oti, declarou em maio de 2010 que o partido descentralizaria os programas de desenvolvimento, para fortalecer as províncias. Em junho, Sogavare "prometeu mandar 6,2 milhões de dólares norte-americanos para ajudar a realocar as vítimas ameaçadas da mudança climática" se o partido vencesse a eleição.